# Industrial Ethernet
Industrial Ethernet ist der Oberbegriff für alle Bestrebungen, den Ethernet-Standard für die Vernetzung von Geräten, die in einer industriellen Umgebung eingesetzt werden, nutzbar zu machen.
Da Unternehmen üblicherweise bereits über ein Ethernet-LAN für die Vernetzung der Mitarbeiter-PCs verfügen, ist es mit Industrial Ethernet möglich, in das vorhandene LAN auch Geräte mit einzubeziehen, die für die Steuerung und Kontrolle von Produktionsprozessen benötigt werden.

## Allgemeines

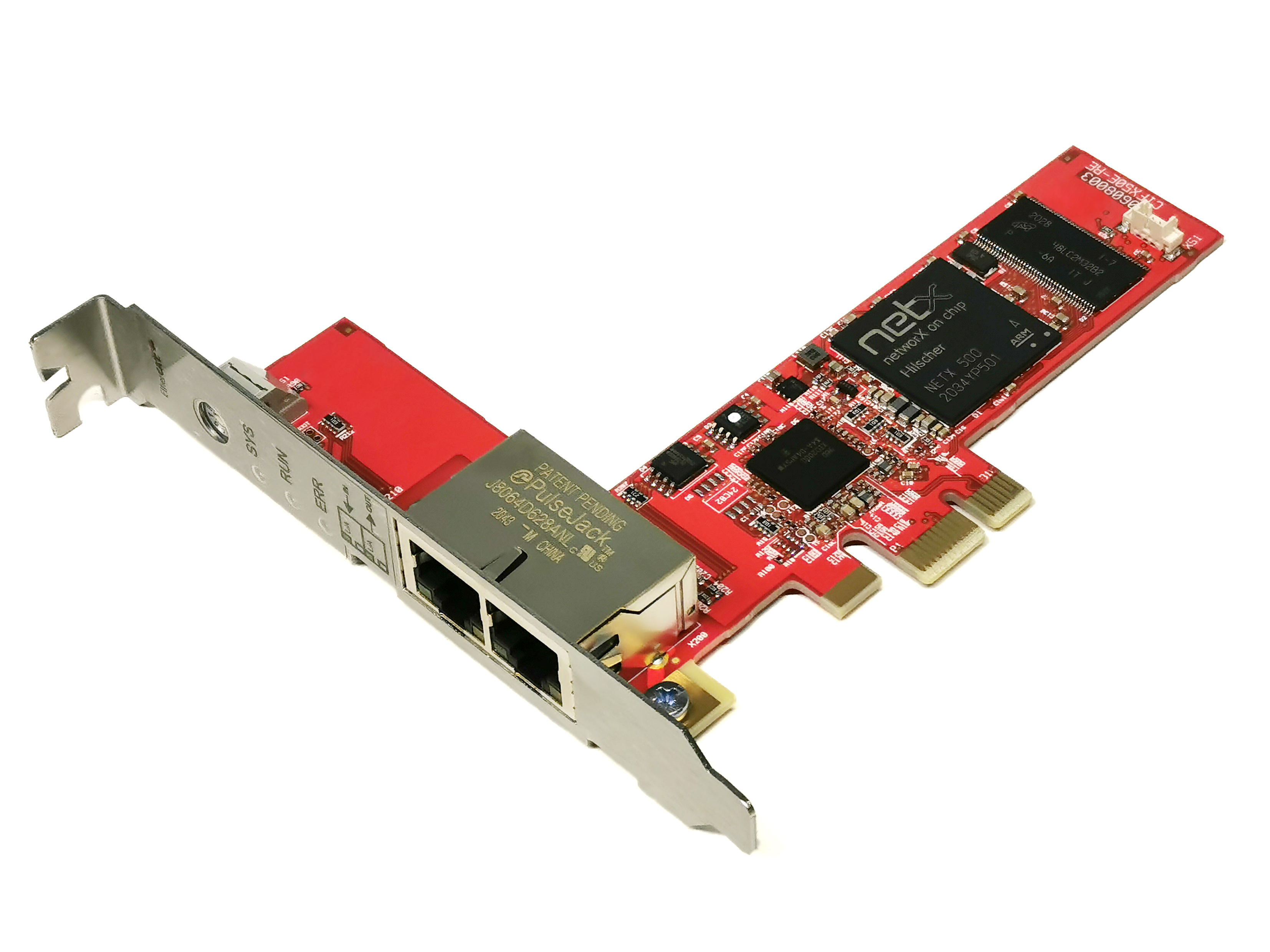
Industrial Ethernet Schnittstellenkarte mit PCIe

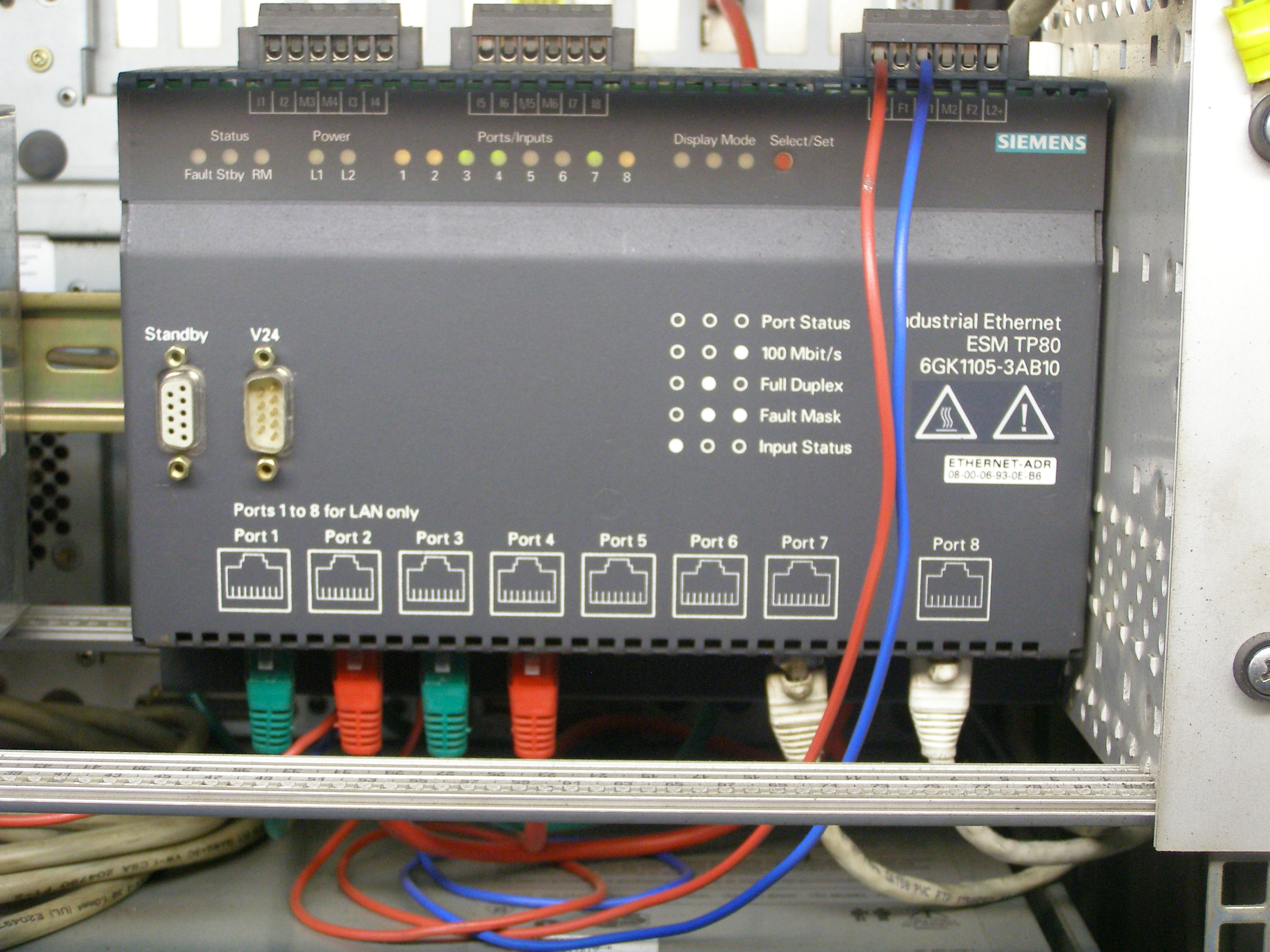
Industrial Ethernet Hub

Im Rahmen von Industrial Ethernet werden Switches, Hubs und Medienkonverter geschaffen, die an industrielle Umgebungsbedingungen angepasst sind. Dazu gehören insbesondere die Befestigung auf einer 35-mm-DIN-Hutschiene (Tragschiene), Gleichspannungsversorgung (in der Regel 24 V DC), eine erhöhte EMV-Störsicherheit, ein erweiterter Betriebstemperaturbereich, eine erhöhte Schutzart (Schutz gegen Staub, Spritzwasser usw.), Beständigkeit gegen diverse Medien wie Öle, Schmierstoffe und Säuren, Rüttelfestigkeit und vielfach auch besondere Vorkehrungen zur Ausfallsicherheit.
Für die hohen Echtzeitanforderungen mit isochronen Zykluszeiten von weniger als 1 ms (z. B. für Motion-Control-Anwendungen) werden spezielle Protokolle definiert, die durch Hardware und spezielle Topologien unterstützt werden. Systeme wie SERCOS III, SafetyNET p, VARAN, Profinet, EtherNet/IP, Ethernet Powerlink oder EtherCAT erreichen bereits Buszyklen von rund 100 µs.
Da die Netzwerkverbindung im industriellen Umfeld häufig von Maschine zu Maschine in Reihe erfolgt, werden Industrial Ethernet Netze oftmals in einem Ring realisiert. Dadurch kann ein Störfall auf maximal einen Switch beschränkt werden. Fällt eine Leitung aus, kann das Netzwerk vollständig weiterarbeiten. Die Netzwerktrennung im Ring erfolgt entweder durch Rapid Spanning Tree oder durch ein nicht standardisiertes Protokoll, das eine schnellere Reaktionszeit ermöglicht.
Potentialfreie Meldekontakte ermöglichen eine schnelle Fehlererkennung. Über die Verwaltung kann ebenfalls das Netzwerk überwacht werden und ggf. eine Benachrichtigung des Operators erfolgen.
Trotz vieler Bemühungen hat man es nicht geschafft, einen einheitlichen Standard zu definieren, der es ermöglicht, Geräte verschiedener Systeme gemeinsam zu betreiben. Durch die höheren Datenraten werden Feldbussysteme nach EIA-485 trotz wesentlich höherer Kosten in einzelnen Anwendungen durch Industrial Ethernet ersetzt.

## Besonderheiten bei der Infrastruktur
War das Ethernet als Standard für Datenverkabelungen früher nur in Büroumgebungen üblich, wird es heute vermehrt auch für industrielle Anwendungen genutzt. Hier trifft das Netzwerk aber auf Störfaktoren, die erheblichen Einfluss auf die Übertragungsqualität haben können. Vor allem an den Anschlusspunkten ist das Risiko von Störungen durch Vibrationen, Schmutz, Feuchtigkeit oder schädliche Substanzen hoch. Je nach Anforderung unterscheidet man zwischen verschiedenen Schutzarten. Anbieter von Steckverbindern haben daher spezielle Anschlusstechniken für Industrial Ethernet entwickelt. Sie sind den teils widrigen Bedingungen in der Leicht- und Schwerindustrie, in Eisenbahntunneln, auf Schiffen (Kreuzfahrtschiffen) oder auch anderen Umgebungen wie hoch hygienischen OP-Räumen gewachsen.